# Radíkov
Radíkov (deutsch Radelsdorf) ist eine Gemeinde in Tschechien. Sie liegt acht Kilometer nordwestlich von Hranice und gehört zum Okres Přerov.

## Geographie
Radíkov befindet sich im Süden der Oderberge auf der Ziegenrippe (529 m) in der Quellmulde des Baches Lukavec. Südlich erhebt sich der Hügel Hůrka (512 m).
Nachbarorte sind Boňkov im Norden, Olšovec im Osten, Lhotka, Kunzov und Hrabůvka im Südosten, Milenov im Süden, Uhřínov im Südwesten, Středolesí im Westen sowie Michalovka und Potštát im Nordwesten.

## Geschichte

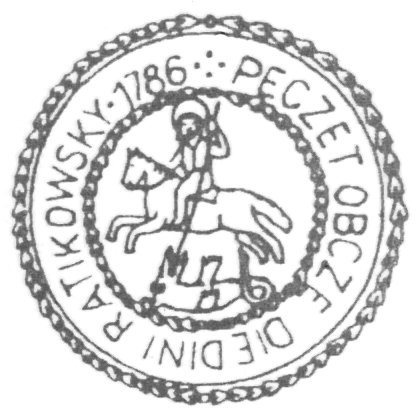
Siegel aus dem Jahre 1786

Die erste Nachricht über das Dorf stammt aus dem 11. Jahrhundert, als die Tochter des Edelmannes Vojtěch von Radíkov, Ludmila, den Burgherrn von Burg Drahotuš, Ritter Jan Horecký, heiratete. Erstmals urkundlich erwähnt wurde das zu den Besitzungen der Burg Drahotuš gehörige Dorf im Jahre 1353. 1371 verkauften die Brüder Bohuš, Kuno, Jaroš und Ješek von Drahotuš die Herrschaft an Markgraf Johann Heinrich. Sein Sohn Jobst verpfändete Drahotuš 1405 an Ctibor von Tobitschau und Cimburg. Nach dem Verfall der Pfandschaft ging das Dorf 1408 in den Besitz der Cimburger über. Im Jahre 1416 übergab Wenzel IV. die Drahotušer Güter als Allod an seinen Oberhofmeister Lacek I. von Krawarn. 1427 besetzten die Hussiten die Gegend. Die Drahotušer Güter gingen 1437 an Heník von Waldstein über, der jedoch nicht Besitzer der Burg Drahotuš wurde. 1465 wurde Ctibor Tovačovský von Cimburg Besitzer der Drahotušer Güter. Er verkaufte die Herrschaft 1476 an Wilhelm II. von Pernstein. 1543 wurde das Dorf an die Herrschaft Weißkirchen angeschlossen. Vier Jahre später veräußerten die Pernsteiner Weißkirchen an Wenzel Haugwitz von Biskupitz. Dieser überließ den Besitz 1553 an Jan Kropáč von Nevědomí. 1569 hatte das Dorf 21 Einwohner. Jan Kropáč Tochter und Erbin Anna heiratete nach dem Tode ihres Gatten Jan von Kunovice Johann den Jüngeren von Zerotein. Ihm folgte Dietrich von Kunowitz, der die Herrschaft im Jahre 1600 im Zuge eines Tausches an Zdeněk von Pottenstein und Žampach übergab. Zwischen 1610 und 1612 war Karl Berger von Berg der Besitzer. Ihm folgte Václav Mol von Modřelice. Dessen Güter wurden nach der Schlacht am Weißen Berg 1621 konfisziert und im darauf folgenden Jahre an Kardinal Franz Xaver von Dietrichstein verkauft. Das Geschlecht Dietrichstein blieb bis ins 19. Jahrhundert Besitzer der Güter in Radíkov. Nach dem Dreißigjährigen Kriege erfolgte der Zuzug von Deutschen, ab 1672 ist neben Radíkow auch Radelsdorf als Name nachweisbar.
Nach der Aufhebung der Patrimonialherrschaften wurde Radikow/Radelsdorf 1850 zur selbstständigen Gemeinde in der Bezirkshauptmannschaft Mährisch Weißkirchen. Mit dem Tod von Joseph von Dietrichstein erlosch die Linie 1858 im männlichen Glied. Seine Tochter und Erbin verkaufte die Güter an die Gräfin zu Hatzfeld-Weisweiler.
Im Zuge der Gebietsreform von 1960 und der Auflösung des Okres Hranice wurde Klokočí zum 1. Januar 1961 dem Okres Přerov zugeordnet. 1997 entstand ein kleiner Stausee am Lukavec, der dem Hochwasserschutz dient. Seit 2000 ist Radíkov Mitglied der Mikroregion Podlesí. Der Ort führt seit 2005 ein Wappen und Banner.

## Gemeindegliederung
Für die Gemeinde Radíkov sind keine Ortsteile ausgewiesen. Zu Radíkov gehört das Schlösschen Kunzov (Kunzhof).

## Sehenswürdigkeiten
- Schloss Kunzov (Kunzhof), das neogotische Bauwerk im Tal des Lukavec in den Oderbergen, wurde zwischen 1907 und 1908 als Residenz der Fabrikantenfamilie Anton Kunz aus Mährisch Weißkirchen errichtet. Während der Herrschaft der Kommunisten diente das Schloss als Pionierlager. In den 1990er Jahren erwarb es das Unternehmen Femax in Hranice. Im Jahre 2007 wurde es zum Kulturdenkmal erklärt
- 1000-jähriger Feldahorn
- Kapelle St. Wenzel, erbaut 1939
- zwei Windräder